# 卢加尔努埃沃德拉科罗纳
卢加尔努埃沃德拉科罗纳，是西班牙巴伦西亚自治区巴伦西亚省的一个市镇。总面积0.1平方公里，总人口109人（2001年），人口密度1090人/平方公里。